# Jacques du Chastelier
Jacques du Chastelier (Châtelier, Châtellier), est un évêque français  du XVe siècle. Il meurt le 2 novembre 1438 à Paris, victime de l'épidémie de peste.

## Biographie
Il est trésorier de l'Église de Reims lorsqu'il apprend et communique en octobre 1426 la nouvelle de la mort de l'évêque de Paris, Jean de Nant.
Jacques du Chastelier est nommé évêque de Paris par une bulle du pape apportée à Paris le 8 avril 1427. Il est alors installé par l'archidiacre de Sens.
En 1429, il assiste au concile de Paris.
En 1430, il s'oppose au chapitre de Notre-Dame.
Le 1er décembre 1431 il participe à l'entrée du roi Henri VI d'Angleterre à Paris pour le couronnement de celui-ci en tant que roi de France le 16 décembre 1431 à la cathédrale Notre-Dame de Paris.
En 1432, il réunit le Collège des Bons-Enfants au Chapitre de Saint-Honoré.
En 1437, il interdit le service divin dans l'église des Innocents à la suite d'une rixe qui y avait eu lieu,et qu'il regarda comme une profanation. Pendant vingt deux jours ce prélat fit suspendre toutes cérémonies religieuses, et les portes de l'église et du cimetière furent fermées, jusqu'à ce que l'église eût été réconciliée, suivant l'usage du temps.
Enterré à Notre-Dame de Paris, son tombeau disparut lors du réaménagement du chœur.